# Purva Mimamsa
 Mimamsa  (Sanskrit:  मीमांसा; IAST: Mīmāṃsā), auch Mimansa, gehört zu den sechs klassischen Systemen der Indischen Philosophie. Die Mimamsa-Schule gehört zu den brahmanischen Systemen, die den Veda als höchste Autorität anerkennen und den Sinn der heiligen Worte erörtern.
Sie stellt in ihrem Ursprung eine Ritualwissenschaft dar, die bemüht war, den in den Texten der Veden zerstreuten Angaben über die zu vollziehenden Zeremonien eine einheitliche Deutung zu geben, und so verbindliche Regeln sowohl für die Tat (Karma) als auch für die religiösen Pflichten aufzustellen.
Der grundlegende Text stellt eine Zusammenfassung derartiger Regeln dar und ist im Mimamsa-Sutra des Jaimini, vermutlich in der Zeit zwischen 200 und 300 n. Chr. festgelegt worden.
Da sich diese Erörterungen auf den vorderen oder früheren (pûrva) Teil der Upanishaden beziehen, werden sie auch als Purva Mimamsa bezeichnet.
Der Einfluss der Mimamsa im täglichen Leben des praktizierenden Hindus ist groß. Alle Rituale, Zeremonien und religiösen Gesetze wurden durch
die Mimansa beeinflusst.

## Mimamsa-Schriften
Um das 5. Jahrhundert v. Chr. erschienen im Hinduismus heterodoxe Lehren, die die Autorität des Veda gefährdeten. Daraufhin begannen die vedischen Priester in den Schriften nach Widersprüchen und inkonsistenten Aussagen zu suchen, und diese Probleme zu lösen. Die exegetischen Mimamsa-Lehren entstanden deshalb in dieser Zeit.
Die Grundlage der Mimamsa-Lehren bildet Jaiminis Mimamsa-Sutra. In diesem Sutra werden die Veden als ewig und als einzige Autorität dargestellt, wahrscheinlich auch als Reaktion auf nicht-vedische Lehren wie den Buddhismus.
Jaimini erläutert im Mimamsa-Sutra den Dharma, der ausschließlich durch die Veden konstituiert wird. Die Veden gelten für ihn als das ewige Wort, das Wissen um den Dharma bedeutet.
Kommentatoren legten dann Jaiminis Werk aus, einer der ältesten Kommentare stammt von Shabara, der diesen um das 5. Jahrhundert n. Chr. geschrieben haben soll. Ältere Kommentare, die in den Mimamsa-Schriften erwähnt werden, wurden nicht überliefert.
Shabaras Kommentar bezieht sich auf idealistische Schulen des Buddhismus und versucht, die Einflüsse des Buddhismus zu verdrängen. Im Gegensatz zu den buddhistischen Lehren sieht er die Seele als dauerhaft und real an.
Shabaras Kommentar wurde dann selbst weiter kommentiert und brachte so die philosophischen Entwicklungen der Mimamsa-Schule hervor. Kumarila Bhatta (7. Jh.) wird als einer der wichtigsten Philosophen der Mimamsa-Schule angesehen. Er schrieb mehrere Kommentare zu Shabaras Kommentar des Mimamsa-Sutra: Shlokavartika, Tantravartika und Tuptika. Seine Intention war es, dem Wachsen des Buddhismus entgegenzutreten. Dabei besaß er selbst detaillierte Kenntnisse des Buddhismus.
Ein anderer Kommentar zu Shabaras Kommentar, Brhati, stammt von Prabhakara (7. Jh.), was dazu führte, dass sich zwei Mimamsa-Schulen etablierten, die Bhatta-Schule und die Prabhakara-Schule, die aufgrund der Verschiedenheit der Kommentare unterschiedliche Lehren vertraten.
Wichtige Philosophen der Bhatta-Schule verfassten wiederum Kommentare zu Kumarila Bhattas Kommentaren. Diese Philosophen waren Parthasarathi Mishra (10. Jh.), Sucarita Mishra (10. Jh.), Someshvara Bhatta (12. Jh.) und Khandadeva (17. Jh.). In der Prabhakara-Schule verfasste Shalikanatha Mishra (9. Jh.) einen bedeutenden Kommentar zu Prabhakaras Kommentar.

## Mimamsa-Lehren
Die Mimamsa-Lehren gelten als dem Atheismus nahestehend, da der Veda als das ewige Prinzip angesehen wird. Die Veden gelten als ohne Schöpfer und ohne Autor. Jaimini bezog sich zwar noch auf vedische Götter, eine höchste Gottheit wurde von ihm jedoch nicht angenommen.
Kumarila Bhatta hingegen vertrat einen offenkundigen Atheismus, indem er die Existenz Gottes und dessen Notwendigkeit negierte. Eine dritte Mimamsa-Schule, Seshvara-Mimamsa, deren Gründer Murari Mishra im 11. Jahrhundert lebte, ging jedoch von einem existierenden Gott aus.
Da die Mimamsa-Schule versuchte, die Veden als Autorität, die Traditionen und den Dharma zu festigen, entstanden daraus unterschiedliche Lehren: die Schule bezog sich auf Epistemologie, Metaphysik, Sprachphilosophie und Lehren über die Bedeutung der Sprache, deshalb wurde Mimamsa auch Vakyashastra (Theorie der Sprache) genannt.
Die Bhatta-Schule ging von folgender Ontologie aus: Dravya, Samanya, Karma, Guna, Abhava (Substanz, Eigenschaft, Handlung, Qualität, Negation).
Die Prabhakara-Schule fügte dieser Ontologie noch vier Daseins-Kategorien hinzu und erkannte die Negation nicht an. Die zugefügten vier Kategorien sind Sadrishya, Samkhya, Samavaya und Shakti (Ähnlichkeit, Zahl, Inhärenz und Kraft).
Das richtige Wissen wurde von Kumarila in folgende Kategorien eingeteilt: Pratyaksha, Anumana, Shabda, Upamana, Arthapatti, Anupalabdhi (Erkenntnis, Deduktion, wörtliche Aussage, Vergleich, Wahrscheinlichkeit oder Vermutumg, Nicht-Erkennen).
Prabhakara hingegen ging davon aus, dass das Nicht-Vorhandensein keine existierende Kategorie des Daseins sei und lehnte deshalb das Nicht-Erkennen ab.
Erkenntnisse werden von Kumarila als wahr angesehen, so lange die Ursache der Erkenntnis nicht fehlerhaft ist oder andere Erkenntnisse diesen widersprechen.
Da Mimamsa die Veden als ewig ansieht, folgt daraus, dass Buchstaben, Worte, Sprache, die Wortbedeutung und die Beziehung zwischen Worten und der Bedeutung gleichfalls als ewigwährend angesehen werden. Ebenfalls sind Erkenntnisse, die sich aus dem ewigen Veda ergeben als wahr anzusehen.
Die Bedeutung der Mimamsa-Schule in der indischen Philosophie leitet sich daraus ab, dass Mimamsa eine innere Gültigkeit und Aussagekraft von Wissen annimmt, eine Doktrin, die sich auch außerhalb der Mimamsa-Schule weit verbreitet hat.